# Margaret Ekpo
Margaret Ekpo, née le 27 juillet 1914 dans l'État de Cross River au Nigeria et morte le 21 décembre 2006, est une femme politique et féministe nigeriane.

## Enfance et éducation
Margaret Ekpo naît le 27 juillet 1914 sous le nom de Bassey Sampson Ekpenyong Efa à Town Creek, dans l'État de Cross River, au sein d'une famille Efik. Son père, à l'origine un marchand de vin de palme du nom de Patrick Okoroafor Obialor, change de métier et devient pasteur et enseignant, sous le nom de Sampson Ekpenyong Efa. Sa mère, Inyang Eyo Aniemeke, est couturière et commerçante. Après les six années du cursus primaire, elle obtient son certificat d'études en 1932, et commence à travailler en tant qu'institutrice dans des écoles élémentaires. Cependant, la mort de son père en 1934 l'oblige à mettre entre parenthèses ses projets de continuer ses études pour obtenir une qualification supérieure en enseignement. En 1938, elle épouse un médecin de l'ethnie Ibibio originaire de l'État d'Akwa Ibom, John Udo Ekpo. Les deux familles et l'entourage du couple sont fortement opposés au mariage en raison de la différence d'ethnie, mais Margaret tient tête, ce qui lui vaut la réputation d'être une pionnière dans la « détribalisation » du Nigeria. Par la suite, elle s'installe à Aba, où son mari exerce à l'hôpital général,.
En 1946, elle a la possibilité d'étudier à l'étranger, dans ce qui est actuellement le Dublin Institute of Technology, à Dublin en Irlande. Elle y obtient un diplôme en science domestique et à son retour au Nigeria, elle crée à Aba une école ménagère et de couture.

## Engagement politique

### Débuts
Le premier engagement politique de Margaret Ekpo a lieu en 1945. Son mari est révolté par les discriminations que l'administration coloniale fait subir aux médecins nigérians autochtones, mais en tant que fonctionnaire, il ne peut pas assister aux réunions discutant de la question. Margaret Ekpo se rend donc à la place de son époux aux réunions organisées pour discuter de ces pratiques discriminatoires et pour lutter contre les inégalités culturelles et raciales constatées dans les promotions administratives. Elle réalise à cette occasion que le système de décision par consensus qui prévaut revient à considérer, à tort, que l'opinion des femmes est représentée par celle de leur mari ou de leur père, selon des visions purement ethniques, et les exclut donc de toute décision réelle dans la marche de la famille ou de la société. Elle participe ensuite des rassemblements politiques où elle est la seule femme. Le premier d'entre eux est une manifestation, qui voit des discours enflammés de Mbonu Ojike, Nnamdi Azikiwe et Herbert Macaulay. Par la suite, elle continue de participer à ces rassemblements et réunions malgré l'hostilité à son encontre, persuadée que c'est le seul moyen de comprendre et de peser sur le champ politique.
À la fin de la décennie, elle crée une « Association des femmes du marché d'Aba » pour syndiquer les femmes des marchés de la ville. Elle utilise l'association pour promouvoir la solidarité féminine comme base d'une plate-forme destinée à se battre pour les droits économiques des femmes, à mettre en place des protections et étendre leurs droits en politique. Pour peser dans les décisions, ses membres recourent à la menace, aux manifestations et à des réunions de coordination.

### Militantisme
La prise de conscience de Margaret Ekpo de la croissance à travers le monde des mouvements en faveur des droits civiques des femmes la pousse à exiger la même chose pour les femmes dans son pays et à lutter contre le colonialisme, dont les politiques et les pratiques discriminatoires jouent un rôle dans la soumission des femmes. À l'occasion de son séjour en Irlande de 1944 à 1948, elle qui est habituée à voir les femmes blanches se faire servir, réalise en voyant des Irlandaises faire leur ménage, que les femmes à l'étranger, y compris celles de Grande-Bretagne, se battent pour les droits civiques et ont déjà plus de voix au chapitre dans les affaires politiques et civiles que leurs homologues au Nigeria. Cette prise de conscience la radicalise dans ses options nationalistes anticolonialistes et féministes. Elle rejoint le Conseil national du Nigeria et du Cameroun (CNNC), le parti leader de l'anticolonialisme, qu'elle voit comme une plateforme pour représenter un groupe marginalisé. En 1949, elle fait également équipe avec Funmilayo Ransome-Kuti pour protester contre des meurtres dans une mine de charbon d'Enugu, dont les victimes sont 21 des meneurs qui protestaient contre les pratiques coloniales en vigueur. Sa collaboration avec Funmilayo Ransome-Kuti perdure, et elle devient secrétaire de l'Union des femmes nigérianes, tandis que la première en est présidente.
En 1953, elle est nommée par le CNNC membre spéciale à la Chambre régionale des chefs, et malgré le débat sur l'opportunité de sa nomination, elle y siège de 1954 à 1958. En 1954, elle crée l'Association des femmes de la Township d'Aba. Son rôle lui permet de s'attirer la confiance d'un grand nombre de femmes dans le canton et de transformer l'association en un groupe de pression politique. En 1955, le nombre d'électrices dépasse celui des électeurs lors de l'élection au conseil de district d'Aba, et permet la victoire d'une femme.
En 1953, elle crée le National Council of Women's Societies (en) avec Elizabeth Adekogbe et Funmilayo Ransome-Kuti. Ambitionnant de devenir le « Parlement des femmes du Nigeria », cette association a pour but de rassembler toutes les organisations de femmes du pays et milite pour l'obtention du droit de vote pour toutes les Nigérianes.
En 1954, avec Tanimowo Ogunlesi, elle est l'une des deux femmes siégeant parmi les 90 délégués participant à la conférence constitutionnelle de Londres, organisée afin de préparer le futur du Nigeria (colonie britannique jusqu'en 1960).
Elle remporte un siège à la Chambre  de l'Assemblée régionale de l'Est en 1961, une position qui lui permet de se battre pour les questions touchant les femmes à l'époque, et en particulier, sur les questions de transport et de désenclavement des zones rurales, et d'accès aux marchés locaux via les routes principales.
En 1966, sa carrière politique connaît un brutal arrêt après le coup d'État qui met fin à la Première République.

## Hommages
L'aéroport de Calabar a été baptisé en son honneur et porte le nom d'aéroport international Margaret-Ekpo.
Son portrait figure sur le projet de billet de banque de 5 000 nairas aux côtés de deux autres Nigérianes ayant elles aussi lutté pour l'indépendance du Nigeria, Funmilayo Ransome-Kuti et Hajiya Gambo Sawaba.